# Klassekampen (1909–1940)
Klassekampen («Класова боротьба») — норвезька газета, заснована у 1909 році як орган молодіжного руху Норвезької робочої партії (Norges socialdemokratiske ungdomsforbund). Її головним редактором з 1911 по 1921 рік був Ежен Олауссен.

## Історія
Заснована у 1909 році.
В газеті працював молодий журналіст Крістоффер Аамот, який у 1912 році був засуджений до 1 року ув'язнення за свої статті.
Під час внутрішнього розколу в партії між центристами і комуністами і виходом других з партії в 1923 році, газета була узурпована Союзом молодих комуністів Норвегії. Її першим головним редактором після розколу був Йорген Фогт. Припинила існування з початком німецької окупації Норвегії в 1940 році. Після звільнення Норвегії не поновила свою роботу.